# Zorodictyna
Zorodictyna is een geslacht van spinnen uit de familie Udubidae.

## Soorten
- Zorodictyna almae Henrard, Griswold & Jocqué, 2024
- Zorodictyna oswaldi (Lenz, 1891)
- Zorodictyna silvadavilae Henrard, Griswold & Jocqué, 2024